# It’s Alright
It’s Alright – trzeci singel promujący ósmy studyjny album Ricky’ego Martina zatytułowany Life. Popularniejsza, radiowa wersja tego utworu została nagrana wraz z Mattem Pokorą.
Do piosenki zrealizowano wideoklip, którego reżyserii podjął się Simon Brand.

## Zawartość singla
1. „It’s Alright” – 3:22 (R. Martin feat. M. Pokora)
2. „It’s Alright (Album Version)” – 3:22 (solowa wersja utworu)
3. „María (Spanglish Extended Remix)” – 7:56